# Alejandro López Caballero
Alejandro López Caballero (Hermosillo, Sonora, 11 de agosto de 1961) es un político mexicano, miembro del Partido Acción Nacional, se desempeñó como Presidente Municipal de Hermosillo para el Período Constitucional 2012-2015.

## Biografía
Hijo de Gustavo López Limón y Eva Caballero de López junto con otros 6 hijos, Gustavo, Sergio, Eva Cecilia, Guadalupe, José Humberto y Hugo Benjamín.  Su familia vivió en el barrio hermosillense conocido como El Mariachi. 
Estudió Contaduría en la Universidad de Sonora, donde después fue catedrático de Auditoría y Derecho Fiscal en la División de Ciencias Económicas y Administrativas. También estudió Derecho en la Universidad del Noroeste.
Es socio fundador del despacho López Caballero & Asociados y de la asociación civil Progreso por Sonora.

## Trayectoria Política
El 6 de julio de 2012 López Caballero fue anunciado como alcalde electo de Hermosillo para el período de 2012 a 2015 por el Consejo Estatal Electoral de Sonora con el 51.1% de los votos.